# 中安閑一
中安 閑一（なかやす かんいち、1895年〈明治28年〉4月5日 - 1984年〈昭和59年〉1月31日）は、日本の経営者。宇部興産株式会社（現：UBE株式会社）会長、経済団体連合会常任理事、日本経営者団体連盟常任理事、経済企画庁経済審議会専門委員、産業機械統制会理事技術部長。

## 来歴・人物
山口県宇部市出身である。宇部尋常高等小学校を卒業後、山口中学校に入学。中学時代は模型飛行機作りに熱中しながら勉学に励んだといい、卒業後は機械工学を学ぶため東京高等工業学校機械科（現・東京工業大学工学部）に入学した。
1918年（大正7年）3月に東京高等工業を卒業すると、三菱重工業に入社した。当時は戦争景気に沸き高給を約束してくれる会社も多かったが、当時三菱がイスパノシーザーと呼ばれる飛行機を製造していたことから入社を決めたという。しかし、入社後に配属されたのは神戸造船所であり、希望していた飛行機製造の仕事ではなかった。そのような中、同郷の渡辺祐策からの誘いもあり、1923年（大正12年）に故郷の宇部セメント製造（後の宇部興産、現在のUBE・UBE三菱セメント）に入社した。
その後、1934年（昭和9年）に同社専務取締役、1936年（昭和11年）に同社子会社の朝鮮セメント常務取締役となる。1942年（昭和17年）には産業機械統制会理事技術部長に就任し、戦時体制確立に協力した。1944年（昭和19年）に宇部興産が発足すると同社専務取締役に就任し、戦後、俵田明代表取締役社長（当時）のもとで同社の業容拡大に貢献する。1952年（昭和27年）、同社代表取締役副社長に昇格するとともに宇部商工会議所会頭に就任。また、同社子会社の宇部化学工業（現宇部マテリアルズ）取締役なども兼任した。
1958年（昭和33年）、俵田が死去したことをうけて同社社長に就任する。中安は「宇部市の経済発展のためには空港・テレビ局・ゴルフ場が必要」と唱え、1960年（昭和35年）に宇部72カントリークラブを開場させ、1966年（昭和41年）には宇部空港（現山口宇部空港）が開港した。テレビ局は1970年（昭和45年）に宇部興産出資のもとでテレビ山口が開局したものの、山口県の強い要望を受け、本社は山口市に置かれることになった。
また、このころ国鉄のストライキ頻発などで宇部興産の美祢市、宇部市の工場間の石灰石輸送が不安定な状態にあったため、中安は代替ルートの自社による新設を決定。ベルトコンベヤー・鉄道・道路の3案が検討されたが、中安は地域活性化に資するとして検討案の中で最もコストが高いとされた「道路」を選択、日本一長い私道である宇部伊佐専用道路を誕生させた。1977年（昭和52年）に社長を退任した後は同社会長、相談役を務め、宇部興産ビル建設と宇部全日空ホテル（現ANAクラウンプラザホテル宇部）誘致に取り組んだ。
中安は宇部興産の要職を務める傍ら、経済企画庁経済審議会専門委員、日本特許協会会長、三和銀行顧問、大韓民国による第四次五力年計画調査団の団長（初の官民合同使節団）等を歴任し、日本財界の雄としても活躍した。1959年（昭和34年）に藍綬褒章を受章、1965年（昭和40年）に勲二等瑞宝章、1972年（昭和47年）に勲一等瑞宝章、勲一等旭日大綬章の叙勲を受けている。
1984年（昭和59年）1月31日死去。享年88。

## 主な役職
- 1934年 - 宇部セメント製造（現：UBE三菱セメント）専務取締役
- 1936年 - 朝鮮セメント常務取締役
- 1942年 - 産業機械統制会理事技術部長
- 1944年 - 宇部興産（現：UBE）専務取締役、宇部船渠取締役
- 1950年 - サンデン交通取締役
- 1952年 - 宇部商工会議所会頭、宇部興産代表取締役副社長、宇部化学工業（現：宇部マテリアルズ）取締役
- 1955年 - 日本商工会議所常議員、経済審議会専門委員
- 1958年 - 宇部興産代表取締役社長、日本経営者団体連盟常任理事、山口放送取締役、経済団体連合会理事、石炭鉱業審議会委員
- 1959年 - 日本国有鉄道中国支社評議員会委員、九州地方開発審議会委員
- 1961年 - 中国地方開発審議会委員
- 1963年 - 宇部サイコン（現：テクノUMG）代表取締役社長、毎日西部会館取締役
- 1964年 - 丸善石油化学取締役、日本硫安工業協会会長、日本硫安輸出社長、関西石油化学社長
- 1965年 - 大阪石油化学社長、富士車輌代表取締役会長、山口空港ビル取締役
- 1966年 - 宇部日東化成（現：宇部エクシモ）代表取締役社長
- 1967年 - 西部石油取締役会長
- 1968年 - 東洋ホテル取締役
- 1969年 - 日本特許協会会長、テレビ山口代表取締役社長、宇部アンモニア工業代表取締役社長、千葉ブタジエン工業代表取締役会長
- 1970年 - みどり会取締役
- 1973年 - 東洋石油開発取締役
- 1976年 - 琉球セメント代表取締役会長
- 1977年 - 宇部興産会長
- 1981年 - 宇部興産相談役
- 1982年 - 宇部全日空ホテル（現：ANAクラウンプラザホテル宇部）取締役会長

## エピソード
- 1947年、過度経済力集中排除法が敷かれ、宇部興産は準財閥に指定された。これにより、GHQのアンチトラスト課から分社化の指示を受ける（いわゆる財閥解体）が、俵田明（当時宇部興産社長）と共にこれに抗議。翌1948年、指定を解かれる｡その後もGHQにより宇部窒素工場が生産効率の悪さを指摘され、生産中止を命令されるが、業務改善の為のテスト期間を獲得。無事に業務を改善し、生産の継続を認められた（テスト期間に改善出来なければ、巣鴨拘置所へ拘留されることになっていた）｡
- 岸信介（農商務官僚、第56、57代内閣総理大臣）は、山口中学時代からの親友。太平洋戦争時には、岸の勧めにより産業機械統制会理事技術部長に就任。戦争終結後、岸がA級戦犯容疑者として巣鴨拘置所に拘留されると、宇部興産の東京支社に岸救援本部を設置し、岸釈放を支援した。また、岸の長男、岸信和（当時宇部興産社員、後に西部石油会長、顧問、内閣総理大臣秘書官）の結婚式の際には仲人を務めた。
- 中安は山口中学を卒業した後、岸信介らと上京する。岸は直ぐに養子に行き結婚していた。若い夫婦ではあったが経済的には豊かであったという。独身の中安は金欠になると岸のところに行き、いつもお金を借りていたという。あるとき、例によって岸の家へ金を借りに行くと、めずらしく金がなかった。そこで岸は「ちょっと待て」と言い、奥のタンスから奥さんの綺麗なよそいきの着物を取り出して「これを質屋に持って行け」と中安に手渡した。岸の友情にホロリときて、風呂敷に着物を包んでいるところに、玄関の扉が空き奥さんが帰宅してしまった。「私の着物をどうなさるの」岸がどう弁解するかハラハラした中安。すると岸は「お前は知らんだろうけど、この着物は質屋というところに、持って行き金を借りるんだ。庶民金融の代表みたいなもので、大したものなんだ。貧乏人には有難いところだ。お前、何も言わずこらえてくれ。人助けだ。」と言い、夫人もただ一言「ハイ。」と言ったという。このエピソードからは岸夫妻の人柄、並びに中安との厚い友情が読み取れる。後に中安は顔が火照る思いだったと回顧録の中で回想している。
- 岸信介はその自叙伝『我が青春』の中で中安のことを学生の時は悪戯者と評しており、駆け足の時等に足をからまされて転ばされた記憶が残っていると記している。その後東京で一緒に受験勉強をし、旧制一高から帝国大学にかけての時代で最も親しく往き来したものであり、中安が宇部市に帰ってから今日迄公私共に極めて関係が深かったと回顧している。
- また、岸信介の実弟である佐藤栄作（鉄道官僚、第61、62、63代内閣総理大臣）とも懇意であった。テレビ山口設立の際に、中安に取りまとめ役になるよう求めたのは佐藤であった。その後、中安はテレビ山口の初代社長に就任。

## 家族・親族
- 実弟：中安信丸 - 南満州鉄道株式会社参事、宇部興産取締役。紫綬褒章。
- 義弟：二木謙吾 - 学校法人宇部学園初代理事長、山口県議会議員、山口県議会議長、参議院議員、大蔵政務次官。従三位、勲一等瑞宝章、勲二等瑞宝章。
- 甥：二木和夫 - 二木謙吾の長男。山口県議会議員、山口県議会議長。
- 甥：二木秀夫 - 二木謙吾の次男。学校法人宇部学園第2代理事長・学園長。宇部市長、参議院議員、科学技術政務次官。

## 栄典・表彰
- 勲二等瑞宝章
- 藍綬褒章
- 勲一等旭日大綬章
- 宇部商工会議所特別功労者
- 勲一等瑞宝章
- 窯業協会功労賞
- 宇部市特別功労者
- 燃料協会功績賞
- 宇部商工会議所特別功労者

## 著書
- 『無念無想』、ダイヤモンド社（1965年）
- 『私の履歴書』、日本経済新聞社（1968年）